# Raja (företag)
Raja är en grossist av förpackningsmaterial med huvudkontor i Roissy nära Paris (Frankrike) och har 21 dotterbolag i 18 europeiska länder. År 2018 hade Raja en omsättning på €631 miljoner, 120 000 produkter, 700 000 kunder och 1 900 anställda. Det svenska dotterbolaget har ett kontor i Göteborg som 2018 omsatte ca 32 miljoner kronor.

## Historia
Företaget grundades 1954 under namnet Raja Cartons av Rachel Marcovici och Janine Rocher för försäljning av billiga begagnade kartonger. I slutet av 1950-talet hade företaget 10 anställda och försäljningen ökade till en miljon franc (över €150 000).
På 1970-talet upptäcktes plastmaterialen. Rachel Markovici erkände vikten av denna utveckling och erbjöd sina kunder nya typer av förpackningsmateriel med tejp, bubbelpapper, fyllmaterial och mycket mer. Den första katalogen bestod av 24 sidor i svartvitt och hade en upplaga på 10 000 stycken.
År 1982 tog Danièle Kapel-Marcovici officiellt över företagsledningen. Försäljningsfokus flyttade till postorderverksamhet och tillsammans med produktutvidgningen blev katalogen företagets tillväxtdrivare.
Som en del av internationaliseringen bytte Raja Cartons 1990 namn till Raja. Med förvärvet av det belgiska BINPAC 1994 fortsatte den internationella expansionen till de europeiska marknaderna snabbt. 1999 grundades det tyska dotterbolaget Rajapack GmbH i Birkenfeld nära Pforzheim.
År 2008 etablerade sig Raja i de viktigaste europeiska länderna (Belgien, Nederländerna, Luxemburg, Storbritannien, Tyskland, Spanien, Österrike, Italien, Tjeckien, Schweiz, Sverige).
Det svenska dotterbolaget bytte i september 2019 namn från Rajapack till Raja.